# Elle l'adore

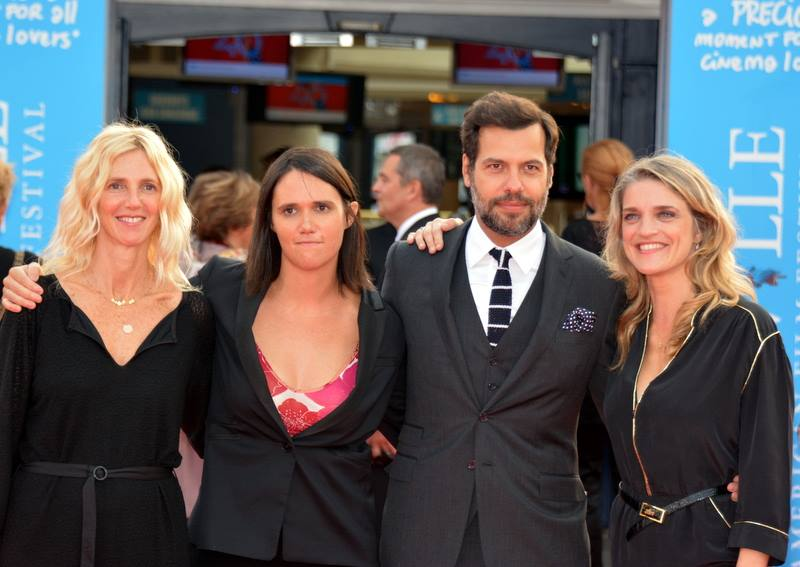
Makers van Elle l'adore op het filmfestival van Deauville 2014

Elle l'adore is een Franse film uit 2014 onder regie van Jeanne Herry. 

## Verhaal
Muriel (Sandrine Kiberlain) is een schoonheidsspecialiste die spraakzaam is en steeds leuke verhalen vertelt die meestal compleet verzonnen zijn. Ze is al jarenlang een grote fan van de charmezanger Vincent Lacroix (Laurent Lafitte). Op een nacht staat deze plotseling voor haar deur op zoek naar hulp. In de koffer van zijn auto bevindt zich het lichaam van zijn overleden vriendin en hij vraagt aan Muriel hem te helpen het te laten verdwijnen. Muriel aanvaardt de opdracht zonder zich verdere vragen te stellen.

## Rolverdeling
- Sandrine Kiberlain als Muriel Bayen
- Laurent Lafitte als Vincent Lacroix
- Pascal Demolon
- Olivia Côte
- Benjamin Lavernhe
- Emilie Gavois-Kahn
- Nicolas Berger-Vachon als de pokerspeler
- Jacqueline Danno